# Chiesa di San Giovanni Battista in San Domenico
La chiesa di San Giovanni Battista in San Domenico sorge ai margini del centro storico di Savona, all'incrocio tra l'arteria principale ottocentesca (via Paleocapa) e quella che era stato l'asse viario cardine del centro storico medievale.

## Descrizione
La chiesa è divisa in tre navate, con cupola centrale ottagonale e due cupole minori sulle cappelle poste in testata nelle navate laterali. La facciata barocca risale alla prima metà del XVIII secolo.
L'interno è riccamente decorato e presenta numerose opere artistiche. Tra gli autori che lavorarono in questa chiesa o le cui opere sono ivi conservate, vi sono: Giovanni Battista Bicchio, Paolo Gerolamo Brusco (affreschi sulla volta), Lazzaro De Maestri, Bartolomeo Guidobono (Madonna della Misericordia), Veronica Murialdo, Tommaso Orsolino, Teramo Piaggio, Paolo Gerolamo Piola (tela della Madonna recante immagine di san Domenico di Soriano), Giovanni Agostino Ratti, Carlo Giuseppe Ratti, Raffaele Resio, Stefano Robatto, Francesco Schiaffino e Antonio Semino (Natività).

## Galleria d'immagini

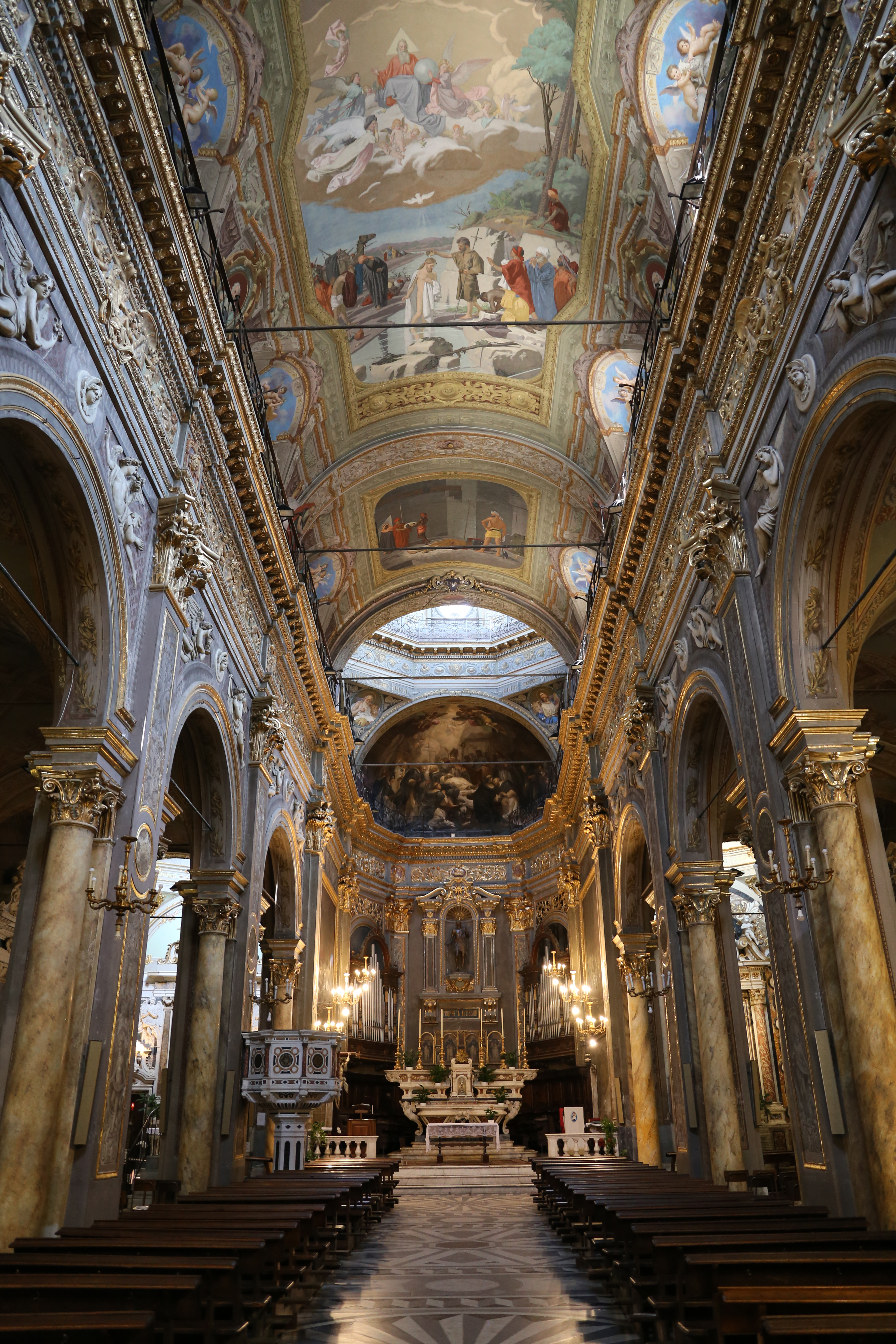
Navata centrale e presbiterio
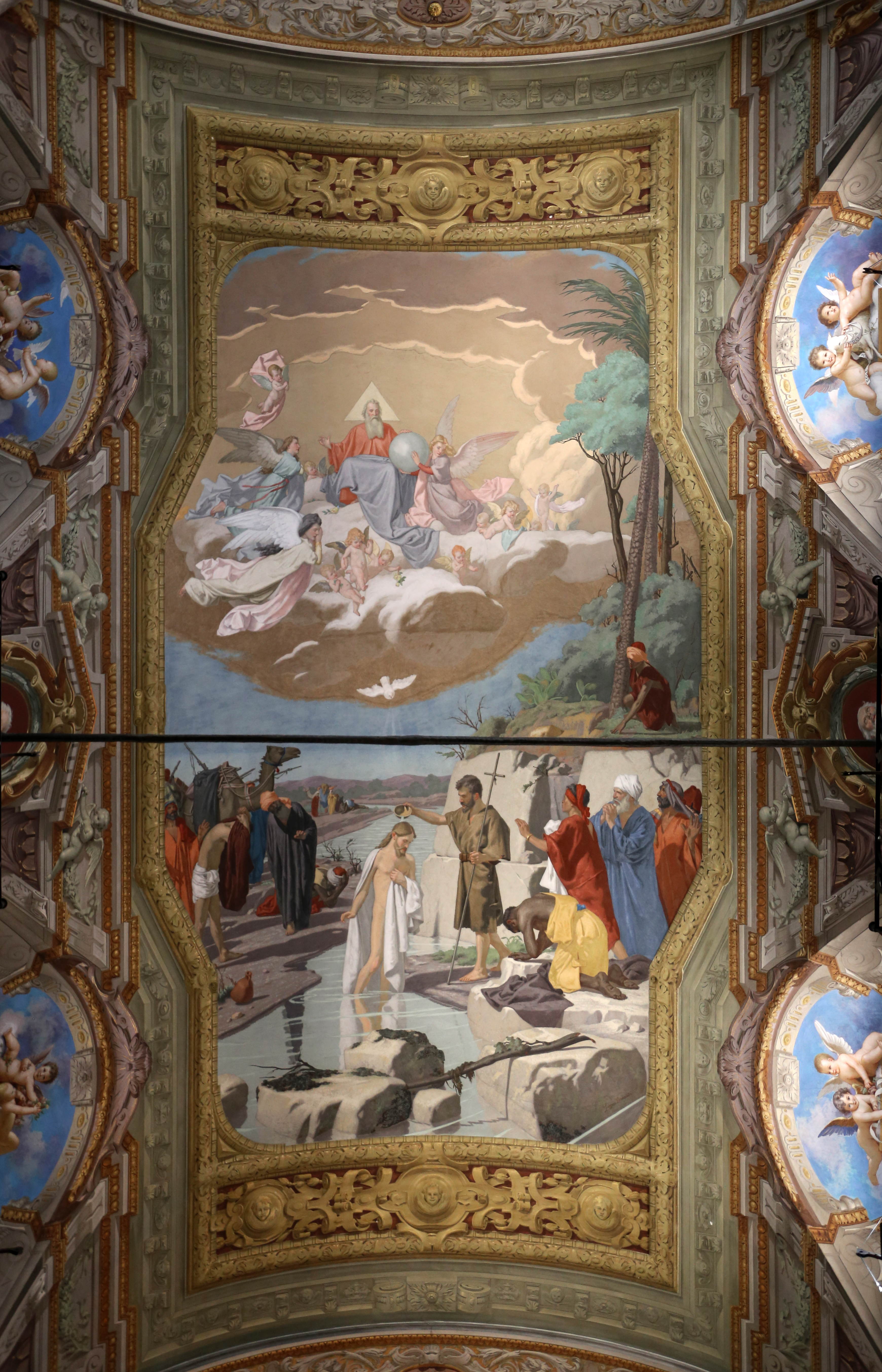
Volta della navata centrale, di Lazzaro De Maestri
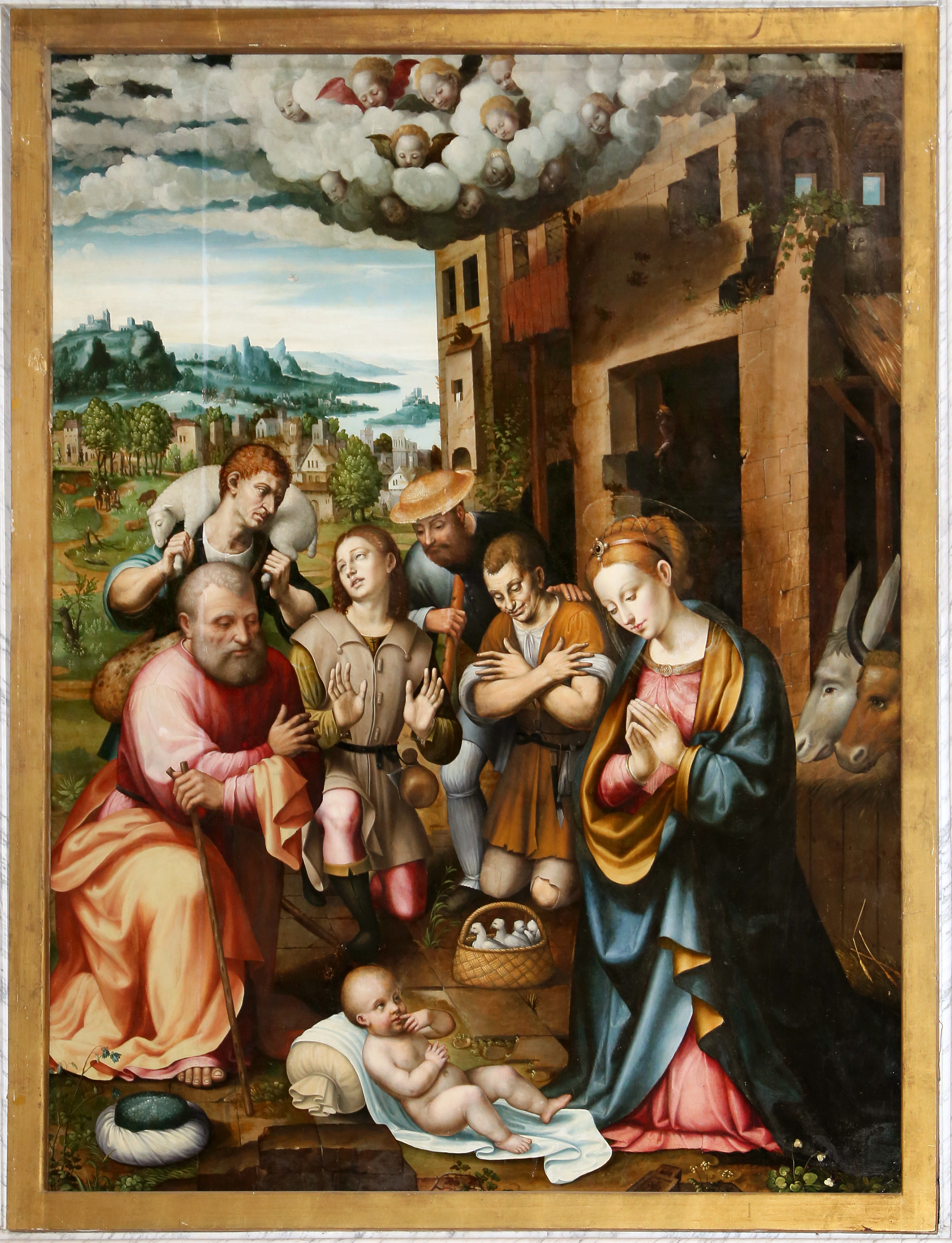
La Natività di Antonio Semino
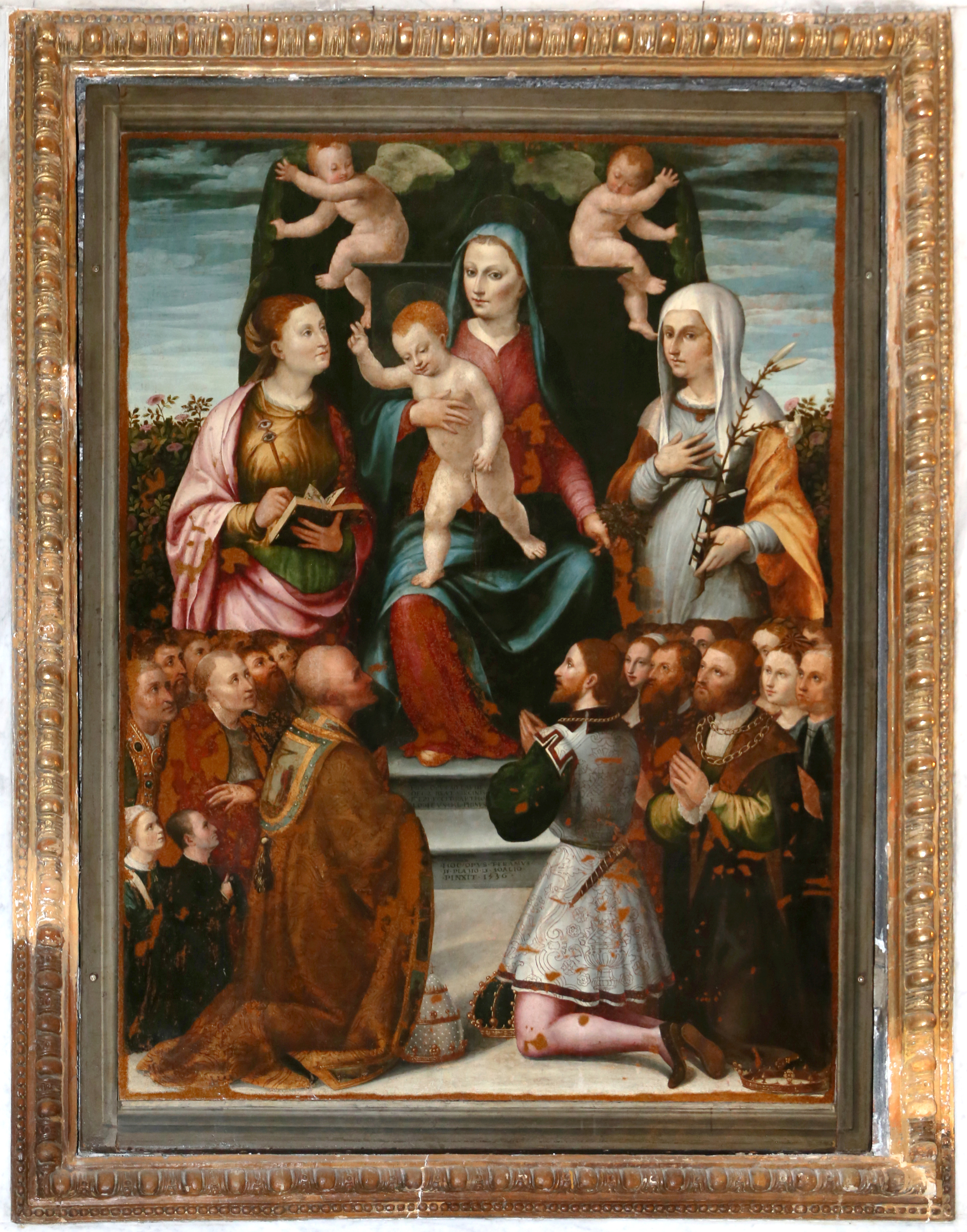
Madonna del Rosarioe  santi di Teramo Piaggio
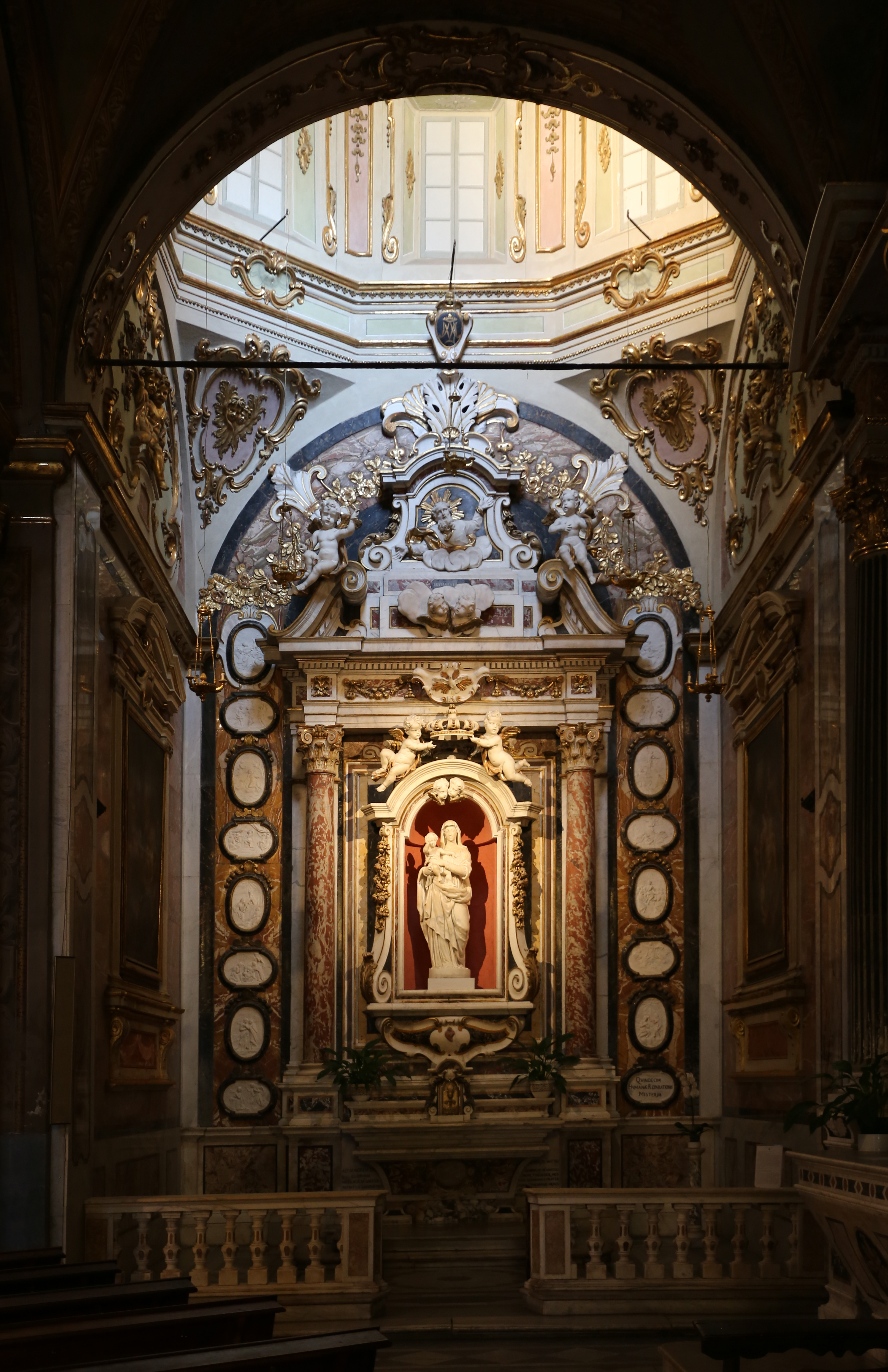
Madonna del Rosario di Tommaso Orsolino tra i Misteri attr. a Francesco Maria Schiaffino